# テーゼロ
テーゼロ（イタリア語: Tesero）は、イタリア共和国トレンティーノ＝アルト・アディジェ州トレント自治県にある、人口約3,000人の基礎自治体（コムーネ）。

## 名称
イタリア語以外での名称として以下がある。
- ドイツ語: Teser im Fleimstal テーザー・イム・フライムスタール

## 地理

### 位置・広がり
トレント自治県北東部、ヴァル・ディ・フィエンメに位置するコムーネ。ヴァル・ディ・フィエンメの中心地であるカヴァレーゼから東へ4km、ボルツァーノから南南東へ26km、県都トレントから北東へ38kmの距離にある。

#### 隣接コムーネ
隣接するコムーネは以下の通り。括弧内のBZはボルツァーノ自治県所属を示す。
- カヴァレーゼ
- ノーヴァ・ポネンテ (BZ)
- パンキア
- ピエーヴェ・テジーノ
- プレダッツォ
- ヴィッレ・ディ・フィエンメ

## 歴史
1985年にはヴァル・ディ・スタヴァ鉱滓ダム決壊事故 (Val di Stava Dam collapse) が発生し、テーゼロでは268人が犠牲になった。

## 行政

### 分離集落
テーゼロには、以下の分離集落（フラツィオーネ）がある。
- Alpe di Pampeago, Lago, Stava

### Comunità di valle
トレント自治県が設置した広域行政組織 Comunità di valle 「ヴァル・ディ・フィエンメ」 (it:Comunità territoriale della Val di Fiemme)  （事務所所在地: カヴァレーゼ）に属する。

## 住民

### 言語
| 少数言語話者の割合（2011年） | 少数言語話者の割合（2011年） | 少数言語話者の割合（2011年） | 少数言語話者の割合（2011年） | 少数言語話者の割合（2011年） |
| ---------------------------- | ---------------------------- | ---------------------------- | ---------------------------- | ---------------------------- |
|                              |                              |                              |                              |                              |
| ラディン語                   | ラディン語                   |                              | 0.6%                         | 0.6%                         |
| モケーニ語                   | モケーニ語                   |                              | 0.0%                         | 0.0%                         |
| チンブロ語                   | チンブロ語                   |                              | 0.0%                         | 0.0%                         |

2011年10月9日に行われた国勢調査によれば、18人のラディン語話者がいるが、人口（2868人）に占める割合は小さい。

## スポーツ
街の南側にはクロスカントリースキー競技場「Lago di Tesero」があり、1991年ノルディックスキー世界選手権、2003年ノルディックスキー世界選手権、2013年ノルディックスキー世界選手権が開催された。